# Barleria lukafuensis
Barleria lukafuensis är en akantusväxtart som beskrevs av Wildem.. Barleria lukafuensis ingår i släktet Barleria och familjen akantusväxter. Inga underarter finns listade i Catalogue of Life.